# Исхаков, Валерий Эльбрусович
Валерий Эльбрусович Исхаков (род. 1949, Казань) — русский писатель, прозаик, публицист, литературный редактор и переводчик. Член Союза писателей России. Лауреат Премии имени П. П. Бажова (2004).

## Биография
Родился 26 декабря 1949 года в Казани в семье служащих, позже семья переехала в закрытый город Свердловск-44.
С 1965 года после окончания средней школы работал электромонтёром. С 1973 года после окончания филиала высшего технического учебного заведения при Московском заводе имени Лихачёва работал на этом заводе слесарем-сборщиком, мотористом-испытателем и инженером-исследователем, позже был переведён в Свердловск-44 на Уральский автомоторный завод, где работал на должностях мастера, технолога и старшего технолога производства. С 1981 по 2001 год работал в журнале «Урал» — литературный сотрудник, заведующий отделом прозы и литературным отделом и заместитель главного редактора этого журнала. В 1982 году окончил заочный факультет Литературного института имени А. М. Горького по кафедре прозы. С 1990 по 1991 год был инициатором создания и одним из редакторов журнала «Текст». С 2001 по 2011 год ответственный секретарь журнала «ЧиновникЪ» в Уральской академии государственной службы.
Член Союза писателей России. Исхаков помимо своей фамилии печатался под псевдонимами Лев Европейцев и Егор Годунов. В 1981 году были опубликованы первые рассказы Исхакова в журнале «Урал». С 1982 года в качестве прозаика печатался в таких журналах как: «Дружба народов», «Новый мир», «Знамя» и «Урал». Исхаков является автором романов и книжной прозы: «Прочие опасности» (1987), «Дерево в чужом саду» (1990), «Как пройти к музыке» (1990), «Пудель Артамон» (1997). Роман В. Э. Исхакова «Читатель Чехова» был издан во Франции. В 2003 году по роману В. Э. Исхакова — «Лёгкий привкус измены» под руководством режиссёра М. С. Брусникиной был поставлен спектакль во МХТ имени А. П. Чехова, этот спектакль с успехом шёл пять сезонов.
В 2004 году «За роман „Жизнь ни о чём“» был удостоен — Премии имени П. П. Бажова.
Живёт в городе Екатеринбурге.

## Премии
- Премия имени П. П. Бажова (2004)